# Karen Mulder
Karen Mulder, född 1 juni 1970 i Vlaardingen, Zuid-Holland, är en nederländsk fotomodell.